# Trollkäringtjärnen, Jämtland
Trollkäringtjärnen är en sjö i Bergs kommun i Jämtland och ingår i Ljungans huvudavrinningsområde.